# اورنبورگ ۲۷۷۰۹
سیارک ۲۷۷۰۹ (به انگلیسی: 27709 Orenburg، نامگذاری:1988CU3) بیست و هفت هزار و هفتصد و نهمین سیارک کشف شده‌است که در ۱۳ فوریه ۱۹۸۸ کشف شد.